# Lista över tätorter i Danmark efter storlek
Detta är en lista över Danmarks största tätorter.
Listan sammanställs årligen av Danmarks Statistik som definierar en tätort (danska: Byområde) som ett sammanhängande område med minst 200 personer, avståndet mellan två hus får inte överstiga 200 meter. Om en överträdelse sker på grund av stora offentliga anläggningar som parker, kyrkogårdar eller liknande ingår bosättningar på båda sidor fortfarande i samma tätort. Särskilt i Köpenhamn finns bosättningar som tidigare räknats som en separat tätort men som med tiden växt till ett större stadsområde, Hovedstadsområdet.
| Nr | Forskel i forhold til 2007-opgørelsen · Forskel i forhold til 2007-opgørelsen | Tätort | Invånare  |
| -- | ----------------------------------------------------------------------------- | --- | --------- |
| 1  | 0                                                                             | Hovedstadsområdet (Köpenhamns kommun, Frederiksbergs kommun, Albertslunds kommun, Brøndby kommun, Gentofte kommun, Gladsaxe kommun, Glostrups kommun, Herlevs kommun, Hvidovre kommun, Lyngby-Taarbæks kommun, Rødovre kommun, Tårnby kommun och Vallensbæks kommun, Ishøj och Greve Strand samt delar av Ballerups kommun och de gamla Søllerøds och Værløse kommuner) | 1.153.615 |
| 2  | 0                                                                             | Århus | 237.551   |
| 3  | 0                                                                             | Odense | 158.163   |
| 4  | 0                                                                             | Ålborg | 121.818   |
| 5  | 0                                                                             | Esbjerg | 70.880    |
| 6  | 0                                                                             | Randers | 59.565    |
| 7  | 0                                                                             | Kolding | 55.596    |
| 8  | 0                                                                             | Horsens | 51.670    |
| 9  | 0                                                                             | Vejle | 50.213    |
| 10 | 0                                                                             | Roskilde | 45.824    |
| 11 | 0                                                                             | Herning | 44.763    |
| 12 | 1                                                                             | Næstved | 41.810    |
| 13 | 1                                                                             | Silkeborg | 41.674    |
| 14 | 0                                                                             | Fredericia | 39.391    |
| 15 | 1                                                                             | Viborg | 34.831    |
| 16 | 1                                                                             | Køge | 34.792    |
| 17 | 0                                                                             | Helsingør | 34.350    |
| 18 | 0                                                                             | Holstebro | 33.939    |
| 19 | 0                                                                             | Hørsholm | 32.886    |
| 20 | 1                                                                             | Taastrup | 31.917    |
| 21 | 1                                                                             | Slagelse | 31.879    |
| 22 | 0                                                                             | Hillerød | 29.296    |
| 23 | 1                                                                             | Svendborg | 27.318    |
| 24 | 1                                                                             | Sønderborg | 27.286    |
| 25 | 0                                                                             | Holbæk | 26.267    |
| 26 | 0                                                                             | Hjørring | 24.815    |
| 27 | 0                                                                             | Frederikshavn | 23.551    |
| 28 | 0                                                                             | Haderslev | 21.279    |
| 29 | 0                                                                             | Skive | 20.643    |
| 30 | 1                                                                             | Ringsted | 20.118    |